# おにごっこ (優里の曲)
「おにごっこ」は、日本のシンガーソングライター・優里の楽曲。メジャー11作目の配信限定シングルとして2022年9月12日にリリースされた。

「おにごっこ」は、優里の始まりの曲「かくれんぼ」の男性目線のアフター・ストーリーであり、代表曲「ドライフラワー」のその先の新たな物語のプロローグとなる、優里王道のミディアム・ロック。